# Eglibc
Embedded GLIBC (EGLIBC) — вариант GNU C Library (glibc), ориентированный для использования во встраиваемых системах, и, по возможности, сохраняющий совместимость (двоичную и на уровне исходного кода) со стандартной glibc. Авторы подчёркивают, что EGLIBC не является форком glibc, но её вариантом, принимающим патчи, которые основной вариант glibc может отклонить.
6 мая 2009, было анонсировано, что Debian начинает переход с GNU C Library на EGLIBC, со ссылкой на проблемы с процессом разработки glibc. Теперь Debian и некоторые производные дистрибутивы поставляются с EGLIBC вместо glibc. Ark Linux также использует EGLIBC. EGLIBC, как и glibc — это свободное ПО лицензированное на условиях GNU LGPL. Система сборки EmbToolkit может обеспечить инструментарий библиотеки EGLIBC для встраиваемых систем, однако это самостоятельный проект, не являющийся частью EGLIBC.
В начале 2014 года на странице проекта появилось сообщение о том, что развитие EGLIBC прекращено, а все усилия разработчиков отныне направлены на слияние с glibc и развитие последнего. Также, принято решение о возвращении Debian на glibc, начиная со следующего выпуска (jessie).